# Gotta Get Over
Gotta Get Over - utwór zwiastujący 21. album studyjny Erica Claptona pt. "Old Sock", wydany w marcu 2013 r. Piosenkę napisali Doyle Bramhall II, Justin Stanley, Nikka Costa, a Clapton wykonał ją we współpracy z Chaką Khan.

## Notowania
| Lista                                | Pozycja |
| ------------------------------------ | ------- |
| Lista Przebojów Programu Trzeciego   | 25      |
| Lista Przebojów Radia Łódź           | 13      |
| Lista Przebojów Radia Merkury        | 20      |
| Lista Przebojów Radia Złote Przeboje | 27      |
| Złota Trzydziesta Radia Koszalin     | 23      |

## Teledysk
Wideo w formie teledysku tekstowego zostało opublikowane dnia 5 marca 2013 w serwisie YouTube.